# Гелдагана
Гелдагана (рос. Гелдагана) — село у Курчалоївському районі Чечні Російської Федерації.
Населення становить 13 876 осіб (2019). Входить до складу муніципального утворення Гелдаганське сільське поселення.

## Історія
Згідно із законом від 20 лютого 2009 року органом місцевого самоврядування є Гелдаганське сільське поселення.

## Населення
| 1970    | 1979    | 1990    | 2002    | 2010    | 2012    | 2013    |
| ------- | ------- | ------- | ------- | ------- | ------- | ------- |
| 5357    | ↘5333   | ↘5020   | ↗11 875 | ↗12 350 | ↗12 589 | ↗12 689 |
| 2014    | 2015    | 2016    | 2017    | 2018    | 2019    |         |
| ↗12 866 | ↗13 058 | ↗13 269 | ↗13 433 | ↗13 661 | ↗13 876 |         |